# Вашро, Этьен
Этье́н Вашро́ (фр. Étienne Vacherot) (1809 — 1897, Париж) — французский философ и политический деятель, представитель французского спиритуализма, профессор Сорбонны.

## Биография
Этьен Вашро родился в 1809 году близ Лангра в зажиточной крестьянской семье. Окончил Высшую нормальную школу в Париже, затем преподавал философию в различных учебных заведениях, с 1837 года — в Высшей нормальной школе. В 1839 году сменил В. Кузена на кафедре философии в Сорбонне. Вышедшие в 1846-1950 годах три тома книги «Критическая история Александрийской школы» (Histoire critique de l'école d'Alexandrie) принесли ему известность, однако вызвали нарекания со стороны католического духовенства, что привело к его отставке в 1851 году. В следующем году философ отказался принести присягу пришедшему к власти Наполеону III, что закрыло ему путь к официальным должностям. В 1859 году Вашро был осуждён на год тюремного заключения за брошюру «Демократия» (La Démocratie) и провёл три месяца в тюрьме. В 1868 году философ стал членом Академии моральных и политических наук. В 1870 году он принял участие в событиях Сентябрьской революции, а после падения монархии, в 1871 году, был избран членом Национального собрания от департамента Сены. Начав как умеренный либерал, философ к концу жизни стал склоняться к монархизму и католицизму и в 1883 году примкнул к монархической партии. В эти годы вышла его книга «Новый спиритуализм» (Le Nouveau Spiritualisme), в которой он изложил свою философскую доктрину. Вашро скончался в Париже в 1897 году.

## Учение
В философии Вашро был сначала приверженцем гегельянства, однако впоследствии встал на точку зрения спиритуализма, присоединившись к традиции, основанной Мен де Бираном и продолженной Т. С. Жуффруа, Ф. Равессоном и Ж. Лашелье. Подобно этим мыслителям, Вашро считал главным источником познания внутренний опыт, который называл «микроскопом философии». Только внутренний опыт открывает нам мир истинной реальности, вечным образцом которой является свободная активность нашего духа. Лишь с этой точки зрения мы можем открыть «почему» вещей, тогда как науки открывают нам только их «как». Но там, где есть целесообразность, есть и дух, следовательно, мы должны признать во всей природе скрытое присутствие духа. Дух присутствует уже в механическом движении тел, выступает более явно в инстинктивных движениях живых существ и раскрывается в полной мере в психических актах, в которых цель ясно сознаётся. Поэтому тезису «Всё есть материя» следует противопоставить более правильный тезис «Всё есть дух»; то, что называют материей, есть лишь minimum духа. «Бытие есть дух и дух есть бытие: вот положение, которое может быть выражено алгебраической формулой А есть А», — писал Вашро. Это учение, получившее название «нового спиритуализма», противостояло «старому» спиритуализму школы В. Кузена, сторонники которого усматривали в нём налёт мистики и пантеизма.

## Сочинения
- La Métaphysique et la science (1858)
- Essais de philosophie critique (1864)
- La Religion (1869)
- La Science et la conscience (1870)
- Le Nouveau Spiritualisme (1884)
- La Démocratie libérale (1892)